# Philippe Wolfers
Philippe Wolfers (ur. 16 kwietnia 1858 w Brukseli, zm. 13 grudnia 1929) – belgijski jubiler, tworzący w stylu secesji i modernizmu.